# Auxvasse
Auxvasse é uma cidade localizada no estado americano de Missouri, no Condado de Callaway.

## Demografia
Segundo o censo americano de 2000, a sua população era de 901 habitantes. 
Em 2006, foi estimada uma população de 999, um aumento de 98 (10.9%).

## Geografia
De acordo com o United States Census Bureau tem uma área de 1,7 km², dos quais 1,7 km² cobertos por terra e 0,0 km² cobertos por água. Auxvasse localiza-se a aproximadamente 278 m acima do nível do mar.

## Localidades na vizinhança
O diagrama seguinte representa as localidades num raio de 20 km ao redor de Auxvasse. 